# 정글 북

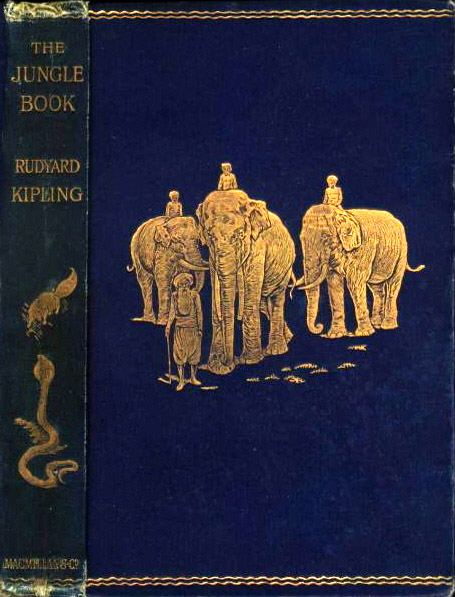
정글 북의 초판 표지

정글북(영어: The Jungle Book)은 러디어드 키플링이 지은 소설이다. 인도 정글에 사는 호랑이 시어 칸, 곰 발루, 그리고 늑대소년 모글리 등이 등장한다.

## 구성
- 《모글리의 형제들(영어판)》(Mowgli's Brothers)
- 《카아의 사냥(영어판)》(Kaa's Hunting)
- 《호랑이! 호랑이!(영어판)》(Kaa's Hunting)
- 《카아의 사냥(영어판)》(Tiger! Tiger!)
- 《하얀 바다표범》(The White Seal)
- 《리키티키타비(영어판)》(Rikki-Tikki-Tavi)
- 《코끼리들의 투마이(영어판)》(Toomai of the Elephants)
- 《여왕 폐하의 신하들》(Her Majesty's Servants)

## 줄거리
인도의 정글에는 늑대 라마와 라쿠샤라는 이름의 두부부가 살고 있었다. 부부는 금슬이 아주 좋았다. 그러던 어느 날, 떠돌이 승냥이 타바키에게 정글의 폭군 벵골호랑이 시어 칸이 왔다는 소식을 듣는다. 늑대 부부가 사는 곳은 칸하의 시오니산이고 시어 칸은 와잉궁가 에 살았는데 난데없이 아무 기별도 안 주고 사냥터를 옮긴 것이다.
그 날 밤, 시어 칸은 모글리의 부모인 알렉산더와 메수아를 공격했지만 사냥에는 실패하고 만다. 모글리는 놀라서 늑대 부부의 굴 속으로 들어 갔고 라쿠샤는 모글리에 반해 모글리를 키우기로 결심한다. 곧 쉬어 칸이 찾아와 인간의 아이를 내놓으라고 으름장을 놓지만 라쿠샤는 시어 칸의 말을 되받아친다.
며칠 후, 모글리에 대한 늑대들의 회의가 열린다. 늑대들은 시어 칸이 무서워 아무도 모글리를 보호하자고 나서지 못한다. 그러나 느림보곰 발루와 흑표범 바기라, 대장 늑대 아켈라 등의 후원으로 모글리는 정글의 일원으로 우뚝 선다.
정글의 법칙에 대해 늑대들, 발루, 바기라에게 배워가던 모글리는 반다로그라는 무리를 이끄는 붉은털원숭이들의 왕 루이한테 납치당한다. 루이는 모글리로부터 불을 피우는 방법을 배워 인간이 되겠다는 허황된 욕심을 품는다.
이 사실을 알게 된, 발루와 바기라는 곧 보아뱀 카아에게 도움을 청한다. 카아는 루이와 몇몇 부하들을 제외한 모든 원숭이를 죽임으로써 모글리를 구출해낸다.
어느 날, 시어 칸은 아켈라와 모글리에게 반감을 품고 있던 젊은 늑대들을 꼬드겨 모글리를 죽일 계략을 꾸민다. 표범인지라 바기라는 이런 광경을 보고도 감히 호랑이인 시어 칸에게 맞서지 못했고 그건 모글리의 부모 늑대인 라마, 라쿠샤도 마찬가지였다. 발루가 있긴 했으나 호랑이를 상대하기에는 너무 몸집이 작은 느림보곰이었다. 모글리의 후원자들이 아무도 나서지 못하던 때에 모글리가 마을에서 횃불을 들고 나타나 시어 칸과 젊은 늑대들을 물리친다.
그 후, 모글리는 인간 마을로 잠시 돌아갔고 그곳에서 원래 부모인 알렉산더와 메수아를 만난다. 모글리의 원래 이름은 나투였는데 메수아는 모글리를 나투라고 부르며 부둥켜안고 며칠 간이나 울었다.
그 무렵, 불데오라는 맹수 전문 사냥꾼이 마을에 등장한다. 그는 시어 칸을 사냥하고자 마을에 나타났다. 시어 칸의 횡포는 더욱 심해졌다. 마을에 나타나 내놓고 가축들을 물어갔으며 사람도 물어갔다. 모글리는 더 이상 시어 칸을 놔 둘 수가 없었다.
모글리는 물소 라마(모글리의 아빠 늑대랑 이름이 같다.)를 이끌고 시어 칸을 도모하러 간다. 마침 시어 칸은 정글 한복판에 누워 자고 있어 쉽게 기습하여 시어 칸을 살해할 수 있었다. 시어 칸을 도모하자 모든 동물들에게 모글리는 극찬을 받았다.
그러나 마을로 돌아와서는 불데오를 비롯한 마을 주민들에게 마법사라며 오해를 받아 쫓겨나고 만다. 모글리는 다시 정글에 돌아가 몇 년을 더 살게 되며 정글의 질서를 위협하는 호랑이나 아시아사자, 승냥이, 줄무늬하이에나, 살쾡이 등을 제거한 후, 끝없는 정글의 평화를 만든다.
나중에 가서야 모글리는 인간 마을로 완전히 돌아와 알렉산더와 메수아랑 함께 살게 되며 불데오처럼 사냥꾼이 되었다는 것을 끝으로 이야기는 끝난다.

## 등장인물
기본적인 등장인물은 주인공 모글리와 늑대 대장 아켈라, 흑표범 바기라, 느림보곰 발루(Baloo), 보아뱀 카아 등이다. 이들은 항상 등장하며 그 이름 또한 바뀌지 않는다.
벵골호랑이 쉬어 칸과 승냥이 타바키, 모글리의 어미 늑대 라쿠샤 또한 마찬가지다.
모글리의 아비 늑대는 그 이름이 전하지 않거나 '라마'라는 이름으로 전해지기도 한다. 모글리를 납치했던 반다로그라는 이름을 가진 원숭이 무리의 왕 역시 이름이 전해지지 않는 경우가 많으나 몇몇 정글북 번안본에서는 '루이'라는 이름으로 나오기도 한다.
정글의 천덕꾸러기 타바키는 정확히 어떤 동물인지 불확실하다. 소설마다 너무 다르기 때문이다. 승냥이라는 게 가장 일반적이나 자칼, 살쾡이, 줄무늬하이에나 라는 책도 있다.
재밌는 등장인물도 있다. 아주 극소수의 몇몇 정글북 번안본에서는 새로운 등장인물이 등장하는데 바로 쉬어 칸과 비슷한 느낌의 아시아사자 나르샤 칸과 살쾡이 위스퍼이다. 떠돌이 사자 나르샤 칸은 호랑이 쉬어 칸의 라이벌이자 친구인데 같이 모글리를 잡아먹으려고 벼르다가 쉬어 칸이 모글리한테 처형된 지 7일 만에 똑같이 모글리한테 처참히 사형된다고 한다. 위스퍼는 타바키와 비슷한 인물로 타바키처럼 정글의 천덕꾸러기이자 모든 동물들의 미움의 대상이다. 타바키처럼 장난을 좋아하고 몰래 고기를 훔쳐먹기 때문이다.

## 각색
정글북은 수많은 만화나 영화로 제작이 되었다. 1967년에는 디즈니에서 극장판 만화 정글북을 했으며 2003년에 정글북2가 나왔다. 일본에서도 '정글북-소년 모글리'라는 제목으로 52편의 만화가 제작되었다.
2016년에는 정글북 실사판이 개봉했었다.
영화로는 1994년에 개봉된 스티븐 소머즈 감독의 정글북이 가장 유명하다.

## 같이 보기
- 셰르 샤 수리